# 三本杭
三本杭（さんぼんぐい）は、四国山地西部に属する山である。国土地理院では石鎚山と同じ四国山地西部に分類しているが、石鎚山からは隔てられた四国南西部に位置する。滑床渓谷のすぐ南側に聳え、滑床山（なめとこやま）とも呼ばれる。日本三百名山の一つに数えられる。

## 概要
三本杭の名称は江戸時代、宇和島藩、伊予吉田藩および土佐藩の境界を示す杭が山頂近くに立てられていたことに由来するとされる。
三本杭および滑床渓谷周辺は足摺宇和海国立公園の指定地域の一部である。山体は愛媛県-高知県境にまたがるが山頂部は愛媛県宇和島市に属し、山頂には一等三角点「滑床山」が設置され1225.72mとなっている。
山頂からは北側に高月山（標高1,229m）、その東側に石鎚連峰、南側には篠山、西側には鬼ヶ城山および宇和海が望まれる。
山肌はブナの天然林に覆われ、稜線沿いにはアケボノツツジ、シャクナゲおよびヤマツツジが見られる。

## 登山ルート
滑床渓谷の万年橋から渓谷沿いに遊歩道を登り、雪輪ノ滝、千畳敷を越えて奥千畳から二ノ俣の沢沿いを歩き、高度を上げて稜線に出て山頂に至るコースと、黒尊スーパー林道の八面山登山口近くの路肩に駐車し鉄の階段を登って、猪のコル・大久保山・八面山・熊のコルを通過して、1時間40分で山頂に達するコースがある。

## ギャラリー

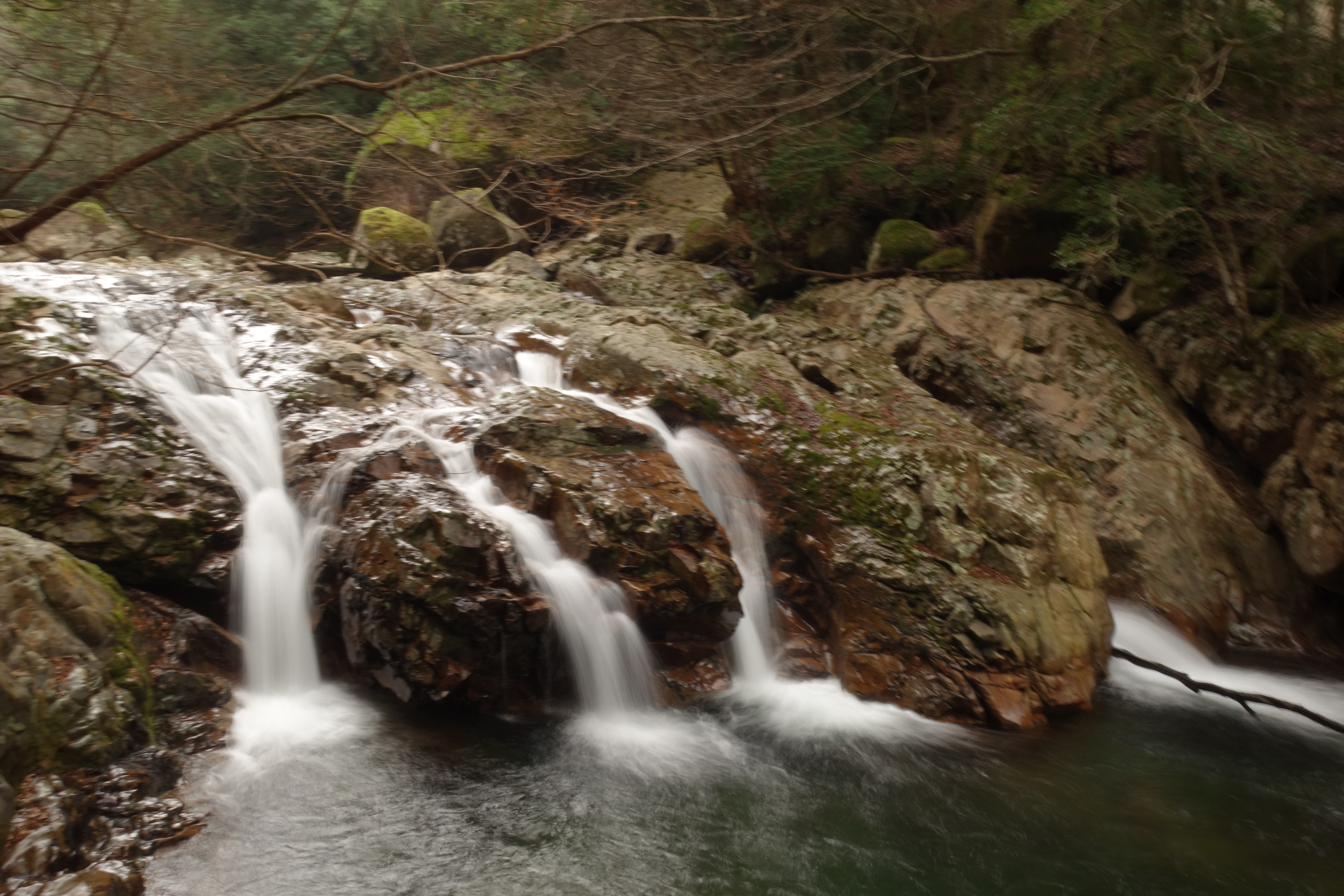
万年橋近くの「三筋の滝」
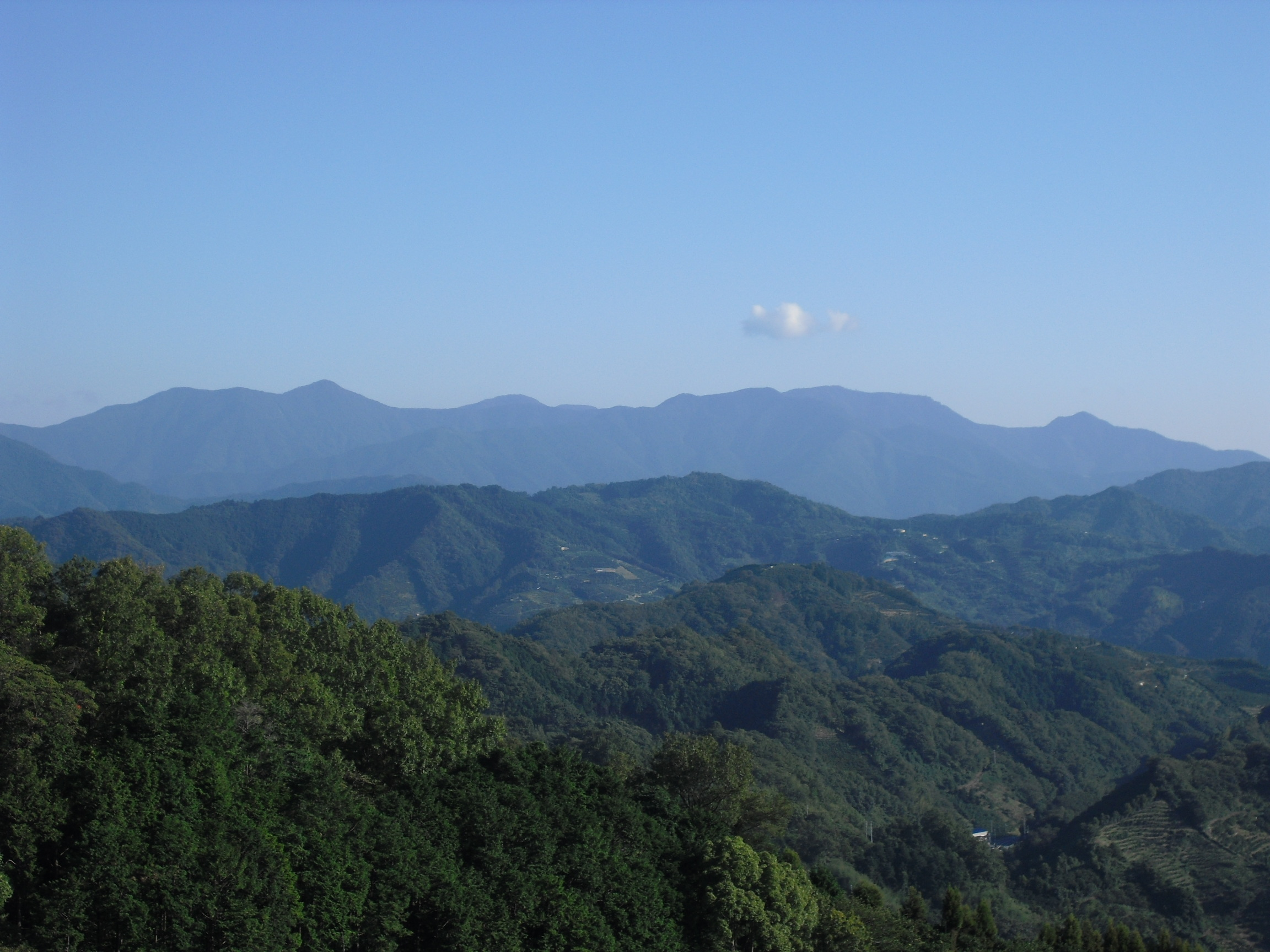
三本杭（中央左よりの奥）と高月山（左）
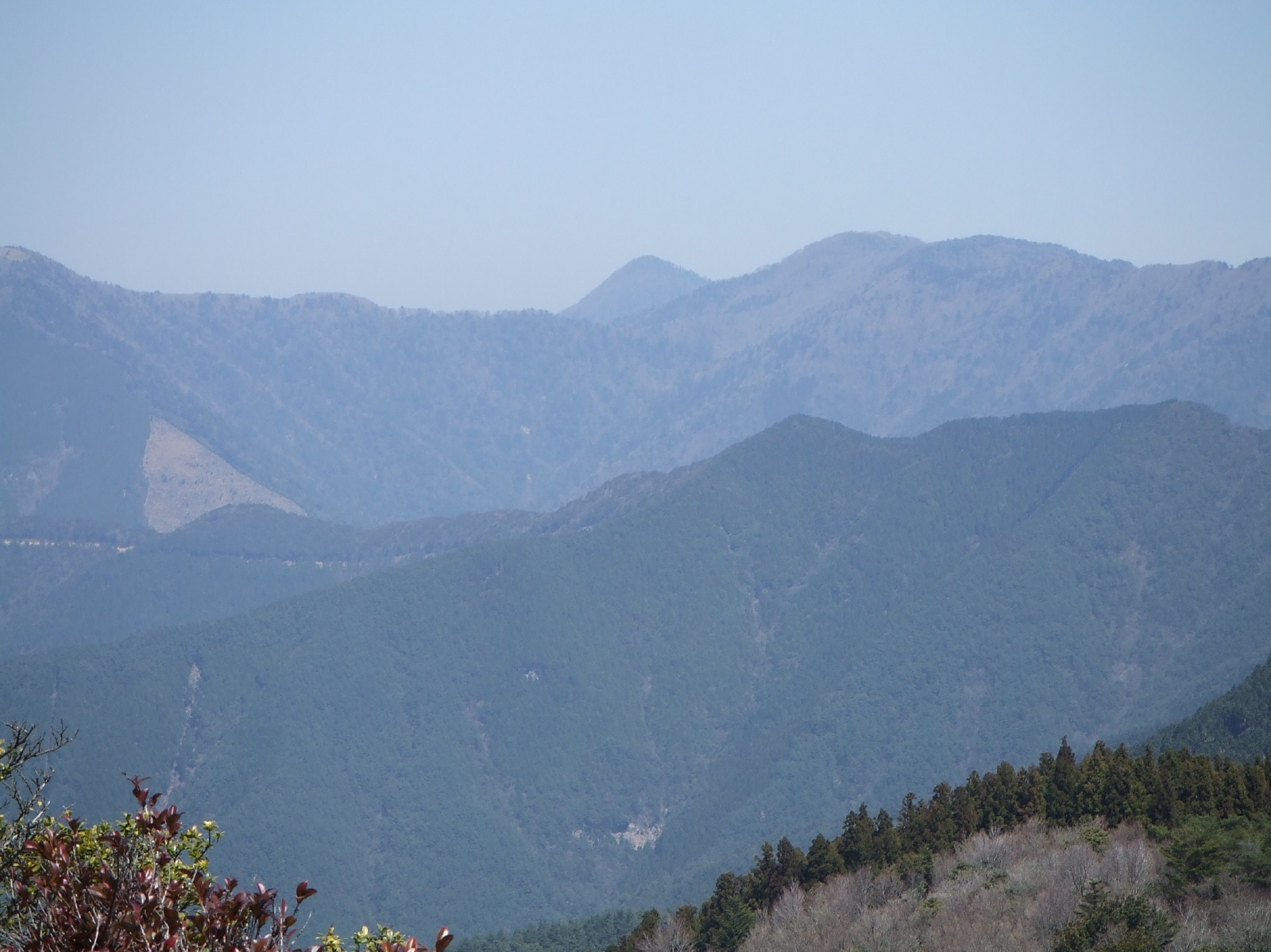
譲ヶ葉森より、中央三角が高月山、そのすぐ右が当山
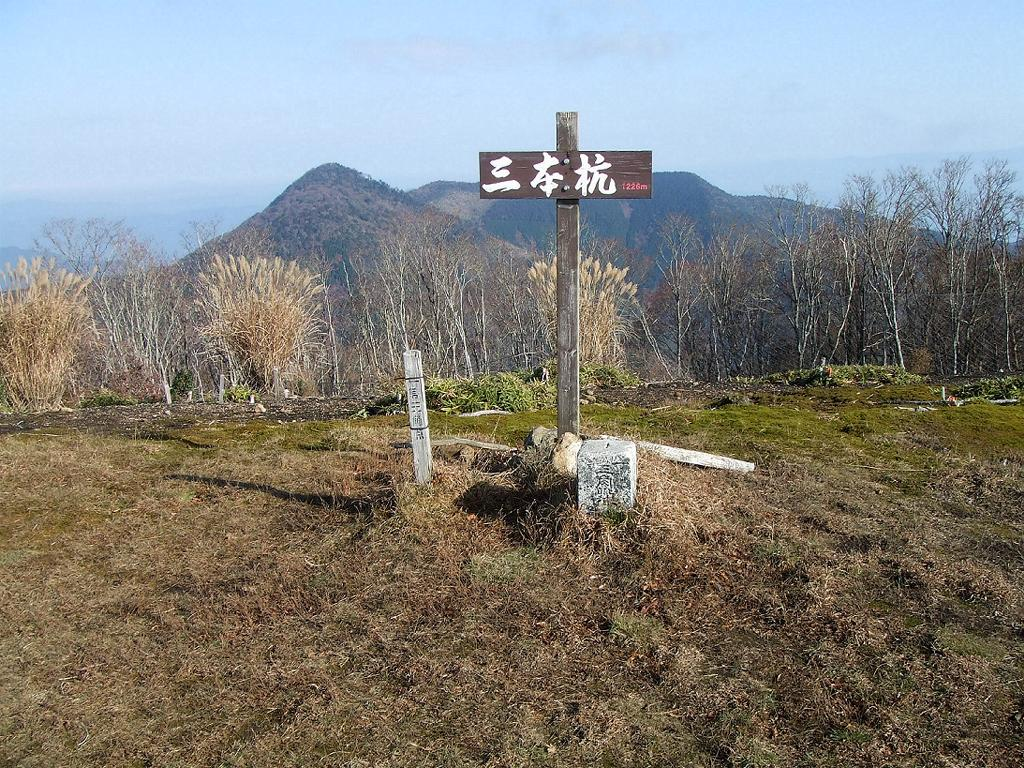
頂上
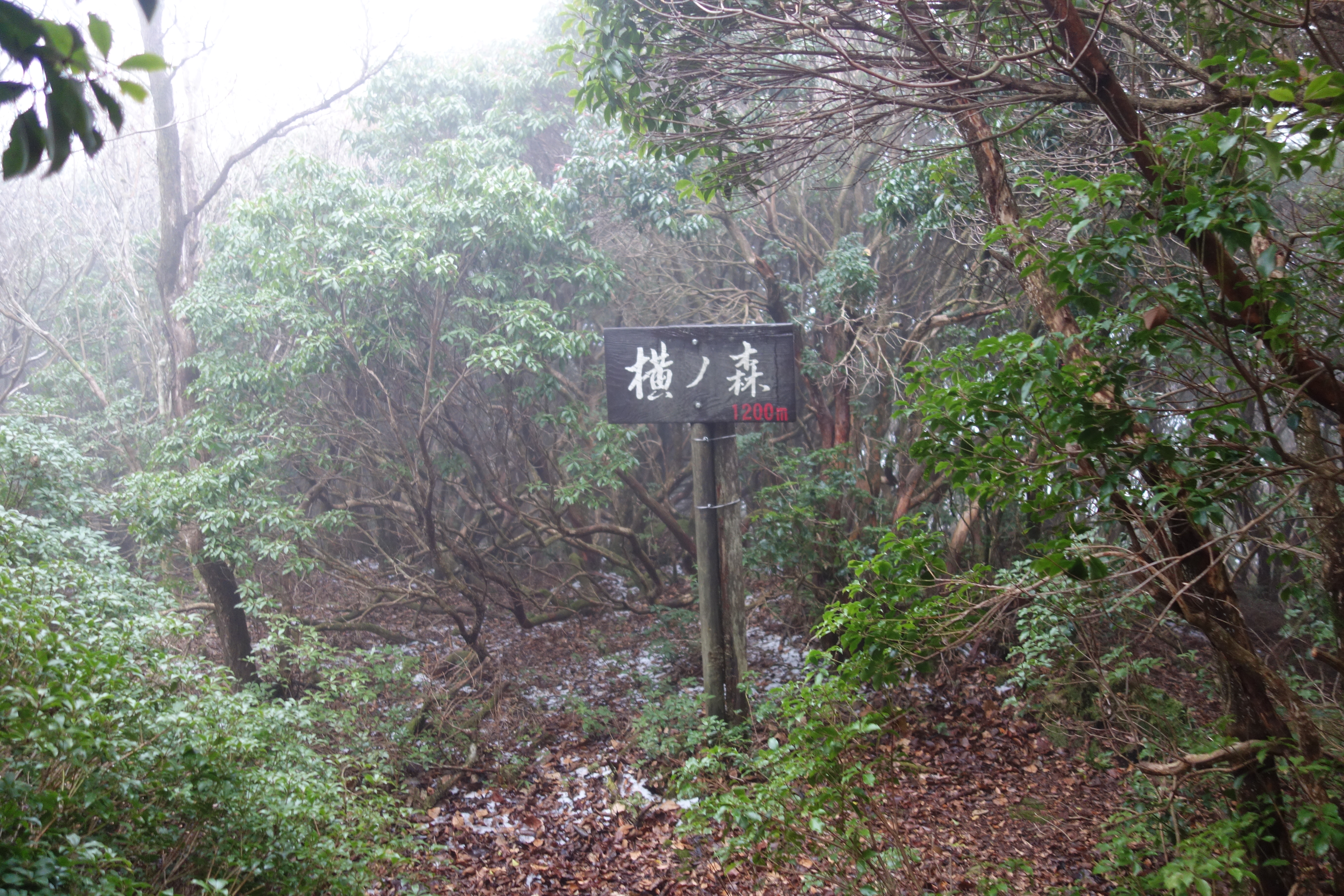
横ノ森